# 아이언 쉬크

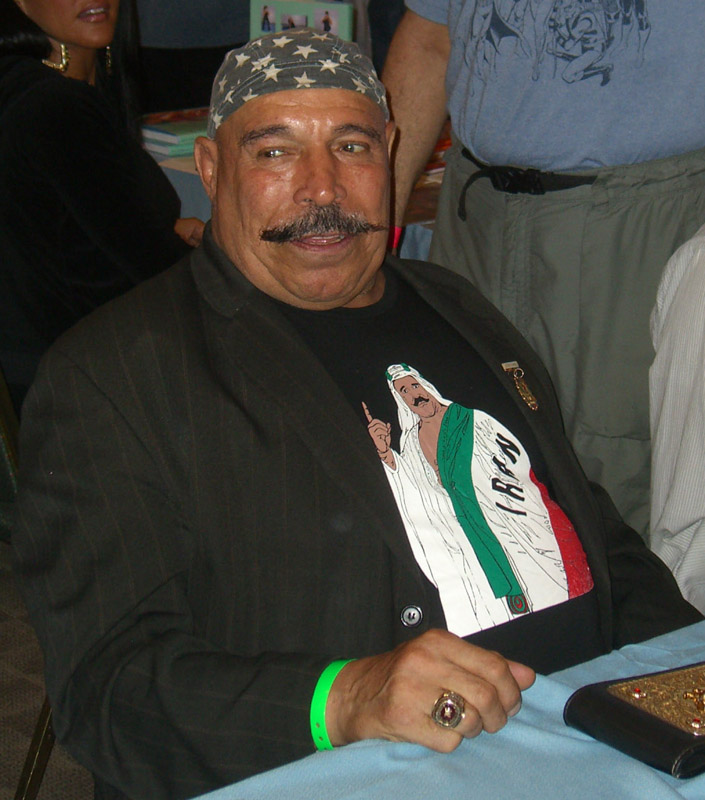

아이언 쉬크(Iron Sheik, 1942년 3월 15일~2023년 6월 7일)는 이란의 남자 프로레슬링선수다. 키는 183cm에다가 몸무게는 119kg이다. 본명은 호세인 후스로우 알리 바지리(Hossein Khosrow Ali Vaziri)이다.

## 수상
- WWE 챔피언 1회
- WWE 월드 태그팀 챔피언 (구 버전) 1회
- 2005년 WWE 명예의전당 헌액